# Osny Silva
Osny Rufino da Silva Gomes (Rio Branco, 30 de setembro de 1917 – Praia Grande, 20 de julho de 1995) foi um cantor, compositor e locutor brasileiro.

## Biografia
Oriundo de família humilde (seus pais eram uma governanta e um motorista), Osny nasceu no Acre, mas só foi registrado na cidade de São Paulo, em 1934. Fez o ginásio no Liceu Coração de Jesus e tomou parte no coral Canarinhos Liceanos. Teve aulas particulares de piano e violino. Quando tinha dezesseis anos, seu pai o encaminhou para o serviço militar, como corretivo da vida irrequieta que levava.
Começou no rádio em 1939, como operador na Rádio Educadora Paulista. Então tentou ser cantor. Submeteu-se a testes de calouros numa outra emissora, ao lado de Nelson Gonçalves, mas ambos foram reprovados. Todavia, na própria Educadora, viria a substituir um cantor numa emergência e, agradando, obteve outras oportunidades, mas não recebia cachê pela atividade extra.
Em 1940, assinou contrato com a Rádio Tupi, de 400 mil réis mensais. Três anos depois, o maestro Spartaco Rossi teve a ideia de regravar Alza Manolita (As cartas não mentem jamais), valsa de Leo Daniderff, que tinha uma versão muito conhecida de Eduardo das Neves nos anos 1910. Osny foi escolhido para gravá-la, em disco Columbia, nesse mesmo ano. Foi um grande sucesso nacional, traduzido por 80.000 cópias vendidas, muito mais que as regravações de Francisco Alves, também em 1943, e de Vicente Celestino, o qual deu uma versão diferente à valsa, em 1946. Nos dois anos que se seguiram, gravou mais três discos pela Continental, que substituiu a Columbia no Brasil.
Casado, foi locutor em São Paulo e no Rio de Janeiro. Em 1951, em disco particular, homenageando o campeão paulista do ano, tinha lançado a marcha Campeão dos campeões, de Lauro D'Ávila, que posteriormente se tornou o Hino do Corinthians. Osny cantou com vibração especial, em virtude de torcer pelo Corinthians. Foi contemplado com o Troféu Roquette Pinto de Melhor Cantor de Música Internacional e, no ano seguinte, passou a integrar o elenco da Rádio Nacional paulista.
Voltou a gravar em 1953, pela Odeon, relançando dois sucessos internacionais: Bandolins ao luar, de Phillip Green, com versão de Lourival Faissal, e Violino cigano, de Bruno Cherubini e Cesare A. Bixio, com versão de Alberto Ribeiro. No mesmo ano, recebeu o Troféu Roquette Pinto de Melhor Cantor. Em 1954, gravou aquele que foi considerado um dos melhores discos do ano, com as músicas Funeral dum rei nagô e Banzo (Hekel Tavares e Murilo Araújo). Estreou como compositor em 1957, fazendo as versões do foxtrote Adeus, de Enric Madriguera, e do beguine Minha prece, de J. Gomera.
Tinha por slogan A mais bela voz do rádio paulista. Logo depois, excursionou pelo país, apresentando-se nas Emissoras Associadas. Também excursionou pelo Chile e pela Argentina, realizando gravações nesses países. Na Argentina, era anunciado como A voz triunfal das Américas.
Sempre mesclando versões e música popular brasileira, ficou na Odeon até 1961. Gravou pela Continental entre 1962 e 1964. Ao todo, em discos de 78 rpm, no Brasil, fez cerca de 41 discos com 78 músicas. Concomitantemente, os LPs Osny Silva Canta Melodias Famosas, Canta América! (1957), Pisando Corações (Odeon), Minha Canção de Amor (Continental) e outros.
Em 1967, estreou na Rádio Mundial de São Paulo. Afastou-se da vida artística em 1973. Era casado com Amalia Perreco, com quem teve uma filha, Heloisa Helena. Faleceu no município de Praia Grande, aos 77 anos, vítima de uma insuficiência cardíaca, sendo velado com a bandeira do Corinthians recobrindo seu corpo, conforme havia pedido.